# Purgeur
Un purgeur est un mécanisme automatique qui permet de retirer (purger) un fluide indésirable, liquide ou gazeux, d'un circuit ou d'un réservoir contenant un autre type de fluide. Des liquides sont purgés de circuits de gaz; des gaz sont purgés de circuits de liquides. Il existe différentes technologies de purgeurs selon la nature du fluide à purger, les applications les plus fréquentes sont les purgeurs d'air des circuits de chauffage par eau chaude, les purgeurs de condensats de vapeur et les purgeurs de condensats de l'air comprimé.
Les purgeurs sont installés aux endroits les plus propices à la récupération du fluide à purger : aux points hauts des circuits de liquide dont on veut purger les gaz, et aux points bas des circuits de gaz dont on veut purger les liquides. Ils sont souvent installés sur l'orifice de purge d'un dégazeur ou d'un dévésiculeur, qui sont des équipements destinés à piéger et retenir les fluides à purger.

## Purgeur d'air
Un purgeur d'air est un dispositif permettant d'évacuer l'air présent dans un circuit hydraulique. Les purgeurs d'air utilisent les mêmes technologies que les purgeurs à condensat, ce sont les matériaux et leur conception qui varient en fonction de la nocivité de l'ambiance de travail et la réactivité attendue.

## Purgeur de condensat

### Purgeur de condensat de réseaux de vapeur

Symbole du purgeur vapeur en tuyauterie

Le purgeur vapeur est un appareil de robinetterie autonome qui évacue de manière automatique les condensats qui se forment dans une enceinte contenant de la vapeur d'eau. Cette enceinte reste étanche au passage de la vapeur d'eau ou, si nécessaire, permet un écoulement prédéterminé ou réglé de vapeur.

#### Purgeur thermostatique
Ces purgeurs utilisent les propriétés de dilatation/rétractation des matériaux en fonction d'un gradient de température. On parlera de « purgeur à régulation de température » ou « purgeur à pression équilibrée ». Il en existe de différentes technologies, par exemple de type « purgeur bimétal » ou à soupape.

#### Purgeur thermodynamique
Ces purgeurs utilisent les propriétés thermodynamiques des fluides à ségréguer, liées à des variations de température. Les condensats et les gaz incondensables ont une température (chaleur latente) plus faible que la vapeur ; on parlera de « purgeur à disques ».

#### Purgeur mécanique
Ces purgeurs utilisent les propriétés liées à la densité des produits à séparer : on parlera de « purgeur à flotteur  fermé » ainsi que de « purgeur à flotteur libre » et de « purgeur flotteur inversé ouvert » (ou « à seau »).
Ces purgeurs permettent d'extraire les condensats de la vapeur ou les gaz d'un réseau de liquide :
- le flotteur soulève un pointeau en point bas : flotteur fermé conventionnel ;
- la sphère libre se soulève de son siège : flotteur fermé libre ;
- le flotteur obstrue une évacuation en point haut : flotteur inversé ouvert.

### Purgeur de condensat de réseaux d'air comprimé

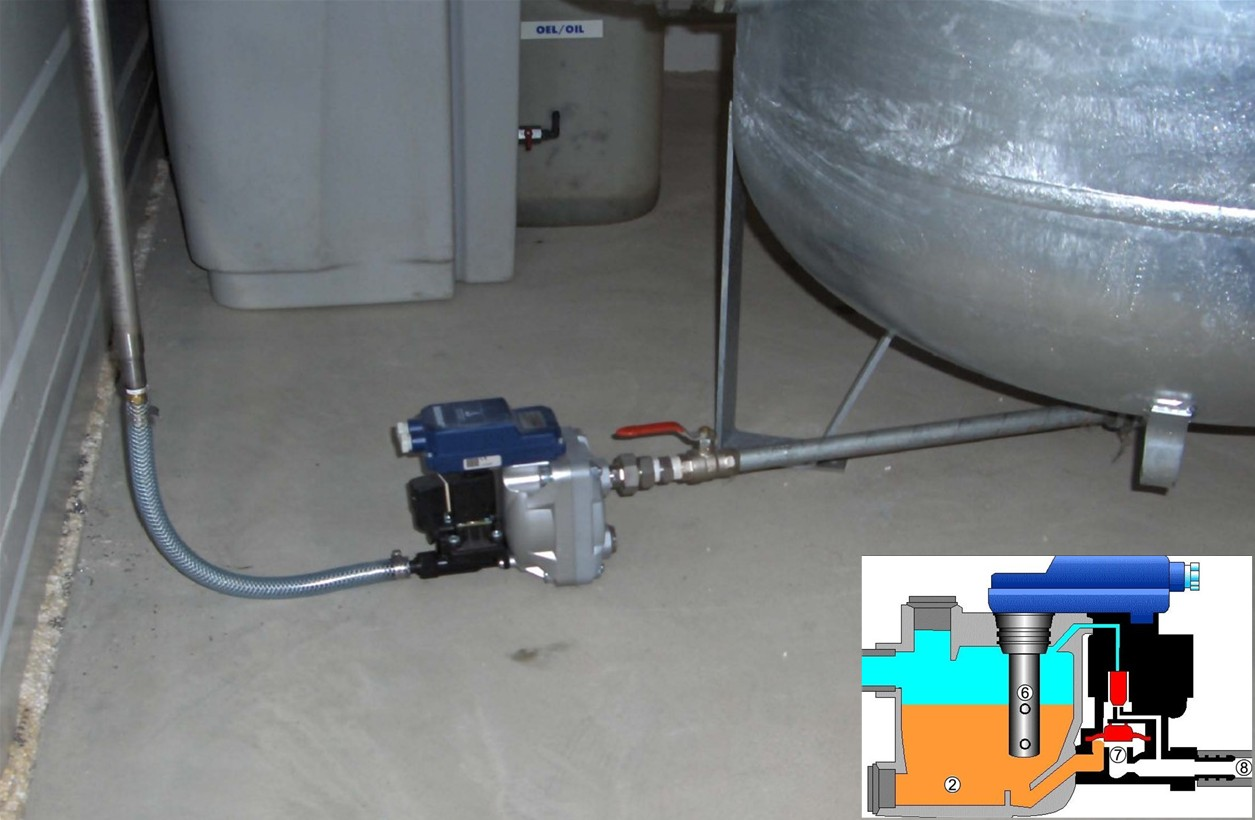
Purgeur de condensats d'air comprimé, à détection de niveau, sous un réservoir.

Les purgeurs de condensats d'air comprimé sont utilisés pour évacuer l'eau sous forme liquide, ou les hydrocarbures, présents dans les circuits ou les réseaux d'air comprimé. Ils sont habituellement placés aux points bas des réservoirs et des filtres, à l'intérieur des sécheurs d'air comprimé, sur les dévésiculeurs en sortie d'échangeurs qui abaissent la température de l'air, ou sur des points de purge des points bas des tuyauteries d'air.

#### Purgeurs à flotteur
Un flotteur se soulève lorsque le niveau de liquide monte dans le mécanisme, et ouvre une soupape qui permet la purge de liquide sous l'effet de la pression.

#### Électrovanne de purge
Une électrovanne est pilotée par un temporisateur; elle s'ouvre quelques secondes selon un cycle réglable en temps d'ouverture et en temps de fermeture. 

#### Purgeur à détection de niveau
Aussi appelé purgeur capacitif, une électrovanne est pilotée par la détection d'un niveau haut de condensat et ouvre la soupape permettant la purge sous l'effet de la pression. Elle se referme avant que l'air comprimé soit purgé.